# Il giorno del bagno
Il giorno del bagno (Bath Day) è un film del 1946 diretto da Charles A. Nichols. È il secondo cortometraggio animato della serie Figaro, prodotto dalla Walt Disney Productions e uscito negli Stati Uniti l'11 ottobre 1946, distribuito dalla RKO Radio Pictures.

## Trama
Minni fa il bagno a Figaro e dopo averlo asciugato, gli fa indossare un fiocco rosso. Non gradendo il suo nuovo look che lo fa assomigliare a una gattina Figaro tenta di togliersi il fiocco, ma mentre ci prova cade giù dalla finestra. Subito dopo seguendo un odore di pesce il gattino arriva vicino ad un bidone della spazzatura, in cui però abita un gatto randagio rosso (lo stesso gatto apparso in Il cucciolo traviato) che si sta mangiando il pesce. Il gatto rosso insieme ai suoi amici, comincia a prendere in giro Figaro per il suo aspetto. Allora i due gatti iniziano a litigare, finendo dietro una staccionata. Lì Figaro trema per la paura facendo crollare una pila di bidoni della spazzatura proprio addosso al gatto rosso, che sviene. Nel frattempo gli altri gatti randagi non hanno visto la scena e appena vedono il gatto svenuto pensano che Figaro lo abbia sconfitto, e così scappano via spaventati. Figaro torna a casa sporco di spazzatura e  deve così subire un altro bagno da Minni, che strada facendo lo immagina come una puzzola per il cattivo odore che emana.

## Edizioni home video

### VHS
- Serie oro - Minni, novembre 1985
- I capolavori di Minni, marzo 2000 (senza i titoli di testa e di coda)
- Gli Aristogatti, ed. 2000 (al termine del film)

### DVD
Il cortometraggio è incluso, come contenuto speciale, nel DVD de Gli Aristogatti.

### Blu-ray Disc
Il cortometraggio è incluso, come contenuto speciale, nel BD de Gli Aristogatti.